# Leopoldo di Baviera
Leopoldo di Baviera (Leopoldo Massimiliano Giuseppe Maria Arnolfo) (Monaco di Baviera, 9 febbraio 1846 - Monaco di Baviera, 28 settembre 1930) è stato un principe reale della casata Wittelsbach, figlio del principe reggente Luitpold e fratello minore del re Ludovico III di Baviera; fu un grande militare, infatti partecipò alle guerre contro l'Austria e la Francia, e fu comandante del fronte orientale durante la Prima guerra mondiale. Raggiunse il grado di Feldmaresciallo.

## Biografia
Leopoldo nacque il 9 febbraio 1846 a Monaco di Baviera, figlio di Luitpold di Baviera e della consorte, Augusta Ferdinanda d'Asburgo-Lorena; apparteneva alla dinastia bavarese dei Wittelsbach, ma discendeva anche dalle casa di Borbone, Asburgo-Lorena e Wettin. Venne battezzato con i nomi di Leopoldo Massimiliano Giuseppe Maria Arnolfo. Il principe Leopoldo entrò nell'Esercito bavarese all'età di 15 anni e ricevette il suo brevetto di tenente il 28 novembre 1861 . Prese parte per la prima volta al combattimento durante la Guerra austro-prussiana nel 1866, dove comandò una batteria di artiglieria a Kissingen e Rossbrunn. Nel 1870, re Ludovico II di Baviera, suo primo cugino paterno, inviò Leopoldo sui campi di battaglia in Francia, dove l'esercito bavarese combatteva a fianco dell'Esercito prussiano nella Guerra franco-prussiana. Prestò servizio nel 3° reggimento di artiglieria bavarese e partecipò alle azioni di Sedan e Beauvert. Fu promosso maggiore nel dicembre 1870 . Per il suo coraggio contro il nemico ricevette sia la Croce di Ferro di I e di II Classe, il Cavaliere dell'Ordine al merito militare di Baviera di I Classe, la Croce di Cavaliere dell'Ordine militare di Massimiliano Giuseppe, la più alta onorificenza militare bavarese, ed altre decorazioni da diversi altri stati tedeschi. Negli anni successivi, il principe Leopoldo trascorse la maggior parte del suo tempo viaggiando, visitando Africa, Asia e paesi europei. Sposò il 20 aprile 1873 a Vienna la sua cugina di secondo grado, l'arciduchessa Gisella d'Asburgo-Lorena, figlia di Francesco Giuseppe d'Austria e di Elisabetta di Baviera.
Dal 1881 al 1887 Leopoldo fu comandante della 1ª Divisione Reale Bavarese, dal 1887 al 1892 del I Corpo Reale Bavarese. In entrambi i comandi gli sarebbe succeduto il fratello minore, il principe Arnolfo di Baviera. Nel 1892 Leopoldo divenne ispettore generale della 4ª Ispezione dell'Armata, in sostituzione di Leonhard Graf von Blumenthal. Dopo la sua nomina, la 4ª Ispezione dell'Armata divenne gradualmente parte integrante del corpo bavarese . Rimase nell'esercito bavarese e fu infine promosso al grado di feldmaresciallo (Generalfeldmarschall) il 1º gennaio 1905 . Nel 1911 ordinò uno yacht da regata di 6 metri "Ralle II" al grande progettista di yacht britannico Alfred Mylne, costruito nel cantiere Rambeck sul lago di Starnberg . Si ritirò dal servizio attivo nel 1913 per dare una possibilità al nipote Rupprecht, principe ereditario di Baviera. Il ritiro del Principe Leopoldo, tuttavia, non durò a lungo: il 16 aprile 1915, con lo scoppio della Prima guerra mondiale, gli fu assegnato il comando della 9ª Armata tedesca, in sostituzione del generale August von Mackensen. Leopoldo si dimostrò rapidamente un comandante abile, conquistando Varsavia il 4 agosto 1915. In seguito a questo successo, gli fu assegnato il comando del "Gruppo d'Armate Principe Leopoldo di Baviera" (Heeresgruppe Prinz Leopold von Bayern), una forza tedesca schierata nel settore centro-settentrionale del fronte orientale. Ricevette la Gran Croce dell'Ordine militare di Massimiliano Giuseppe il 5 agosto 1915, la prestigiosa onorificenza Pour le Mérite, la più alta onorificenza militare prussiana, il 9 agosto 1915 e le Foglie di Quercia della Pour le Mérite il 25 luglio 1917.

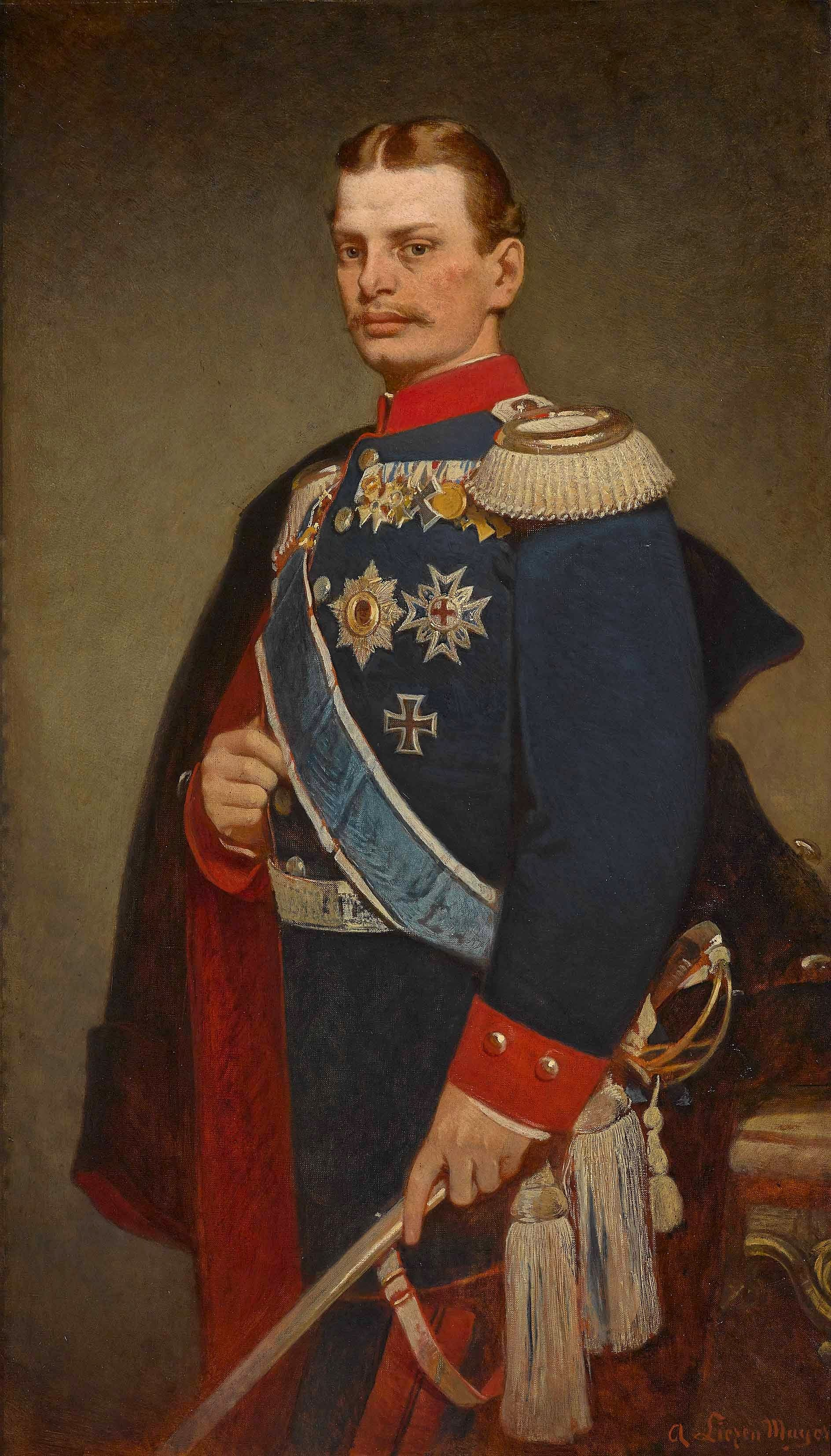
Il principe Leopoldo di Baviera, ritratto da Alexander von Liezen-Mayer.

Il 29 agosto 1916, dopo che le brutali campagne estive riuscirono a invertire l'offensiva Brusilov contro gli austriaci, Leopoldo divenne il comandante supremo delle forze tedesche sul fronte orientale (Oberbefehlshaber Ost), succedendo al feldmaresciallo Paul von Hindenburg. Leopoldo mantenne questo incarico per il resto della guerra. A causa della sua posizione, Leopoldo era un potenziale candidato tedesco al trono del fantoccio Regno di Polonia . Il 4 marzo 1918, Leopoldo ricevette un'altra alta onorificenza, la Gran Croce della Croce di Ferro, conferita solo cinque volte durante la Grande guerra. Leopoldo di Baviera si ritirò nuovamente nel 1918 dopo la firma del Trattato di Brest-Litovsk, che pose fine alla guerra sul fronte orientale. Questo trattato fu molto favorevole alla Germania e Leopoldo concluse la sua carriera con successo. Morì il 28 settembre 1930 a Monaco di Baviera ed è sepolto nella Michaelskirche di Monaco .

## Discendenza
Dal matrimonio con Gisella nacquero quattro figli:
- Elisabetta Maria (1874-1957), sposò Otto Ludovico Filippo Graf von Seefried auf Buttenheim;
- Augusta Maria (1875-1964), che sposò Giuseppe Augusto, Arciduca d'Austria;
- Giorgio (1880-1943), che sposò l'arciduchessa Isabella d'Asburgo-Teschen (annullato nel 1913);
- Corrado (1883-1969) sposò la Principessa Bona Margherita di Savoia-Genova (1896-1971).

## Ascendenza
|                                      |                           |                                         | Genitori                                               |  |  | Nonni |  |  | Bisnonni                           |  |  | Trisnonni                                  |  |
|                                      |                           |                                         |                                                        |  |  |       |  |  | Massimiliano I Giuseppe di Baviera |  |  | Federico Michele di Zweibrücken-Birkenfeld |  |
|                                      |                           |                                         |                                                        |  |  |       |  |  | Massimiliano I Giuseppe di Baviera |  |  | Federico Michele di Zweibrücken-Birkenfeld |  |
|                                      |                           | Maria Francesca del Palatinato-Sulzbach |                                                        |  |  |       |  |  | Massimiliano I Giuseppe di Baviera |  |  |                                            |  |
| Ludovico I di Baviera                |                           |                                         |                                                        |  |  |       |  |  | Massimiliano I Giuseppe di Baviera |  |  |                                            |  |
|                                      |                           | Augusta Guglielmina d'Assia-Darmstadt   | Giorgio Guglielmo d'Assia-Darmstadt                    |  |  |       |  |  |                                    |  |  |                                            |  |
|                                      |                           | Augusta Guglielmina d'Assia-Darmstadt   | Giorgio Guglielmo d'Assia-Darmstadt                    |  |  |       |  |  |                                    |  |  |                                            |  |
|                                      |                           | Augusta Guglielmina d'Assia-Darmstadt   | Maria Luisa Albertina di Leiningen-Dagsburg-Falkenburg |  |  |       |  |  |                                    |  |  |                                            |  |
| Luitpold di Baviera                  |                           | Augusta Guglielmina d'Assia-Darmstadt   |                                                        |  |  |       |  |  |                                    |  |  |                                            |  |
|                                      |                           | Federico di Sassonia-Altenburg          | Ernesto Federico III di Sassonia-Hildburghausen        |  |  |       |  |  |                                    |  |  |                                            |  |
|                                      |                           | Federico di Sassonia-Altenburg          | Ernesto Federico III di Sassonia-Hildburghausen        |  |  |       |  |  |                                    |  |  |                                            |  |
|                                      |                           | Federico di Sassonia-Altenburg          | Ernestina Augusta di Sassonia-Weimar                   |  |  |       |  |  |                                    |  |  |                                            |  |
| Teresa di Sassonia-Hildburghausen    |                           | Federico di Sassonia-Altenburg          |                                                        |  |  |       |  |  |                                    |  |  |                                            |  |
|                                      |                           | Carlotta di Meclemburgo-Strelitz        | Carlo II di Meclemburgo-Strelitz                       |  |  |       |  |  |                                    |  |  |                                            |  |
|                                      |                           | Carlotta di Meclemburgo-Strelitz        | Carlo II di Meclemburgo-Strelitz                       |  |  |       |  |  |                                    |  |  |                                            |  |
|                                      |                           | Carlotta di Meclemburgo-Strelitz        | Federica Carolina Luisa d'Assia-Darmstadt              |  |  |       |  |  |                                    |  |  |                                            |  |
| Leopoldo di Baviera                  |                           | Carlotta di Meclemburgo-Strelitz        |                                                        |  |  |       |  |  |                                    |  |  |                                            |  |
|                                      | Ferdinando III di Toscana | Leopoldo II d'Asburgo-Lorena            |                                                        |  |  |       |  |  |                                    |  |  |                                            |  |
|                                      | Ferdinando III di Toscana | Leopoldo II d'Asburgo-Lorena            |                                                        |  |  |       |  |  |                                    |  |  |                                            |  |
|                                      | Ferdinando III di Toscana | Maria Luisa di Borbone-Spagna           |                                                        |  |  |       |  |  |                                    |  |  |                                            |  |
| Leopoldo II di Toscana               | Ferdinando III di Toscana |                                         |                                                        |  |  |       |  |  |                                    |  |  |                                            |  |
|                                      |                           | Luisa Maria Amalia di Borbone-Napoli    | Ferdinando I delle Due Sicilie                         |  |  |       |  |  |                                    |  |  |                                            |  |
|                                      |                           | Luisa Maria Amalia di Borbone-Napoli    | Ferdinando I delle Due Sicilie                         |  |  |       |  |  |                                    |  |  |                                            |  |
|                                      |                           | Luisa Maria Amalia di Borbone-Napoli    | Maria Carolina d'Asburgo-Lorena                        |  |  |       |  |  |                                    |  |  |                                            |  |
| Augusta Ferdinanda d'Asburgo-Toscana |                           | Luisa Maria Amalia di Borbone-Napoli    |                                                        |  |  |       |  |  |                                    |  |  |                                            |  |
|                                      |                           | Massimiliano di Sassonia                | Federico Cristiano di Sassonia                         |  |  |       |  |  |                                    |  |  |                                            |  |
|                                      |                           | Massimiliano di Sassonia                | Federico Cristiano di Sassonia                         |  |  |       |  |  |                                    |  |  |                                            |  |
|                                      |                           | Massimiliano di Sassonia                | Maria Antonia di Baviera                               |  |  |       |  |  |                                    |  |  |                                            |  |
| Maria Anna Carolina di Sassonia      |                           | Massimiliano di Sassonia                |                                                        |  |  |       |  |  |                                    |  |  |                                            |  |
|                                      |                           | Carolina di Borbone-Parma               | Ferdinando I di Parma                                  |  |  |       |  |  |                                    |  |  |                                            |  |
|                                      |                           | Carolina di Borbone-Parma               | Ferdinando I di Parma                                  |  |  |       |  |  |                                    |  |  |                                            |  |
|                                      |                           | Carolina di Borbone-Parma               | Maria Amalia d'Asburgo-Lorena                          |  |  |       |  |  |                                    |  |  |                                            |  |
|                                      |                           | Carolina di Borbone-Parma               |                                                        |  |  |       |  |  |                                    |  |  |                                            |  |